# Torre de Tlatelolco
A Torre de Tlatelolco (spanyol nevének jelentése: tlatelolcói torony) Mexikóváros egyik 1960-as években épült felhőkarcolója. A 100 méter magas épületben egyetemi kulturális központ működik.

## Története
Az 1960-as években Mexikó és annak fővárosa gyors ütemben fejlődött, a lakosságszám erősen emelkedett, ezért építették ki Mexikóváros központjának közelében a Conjunto Urbano Nonoalco Tlatelolco nevű lakónegyedet, ahol néhány igen nagy méretű épületet is felépítettek: köztük volt a Torre de Tlatelolco is. A tervezés és az építkezés 1963-tól 1966-ig tartott, majd ezek után az építmény 42 éven keresztül a külügyminisztérium használatában állt.
1968-ban az épület közelében fojtották vérbe a mexikóvárosi diáklázadást (az események emlékére később emlékművet emeltek a közelben). Az 1985-ös földrengésben ugyan nem semmisült meg a felhőkarcoló, de súlyos károkat szenvedett, így szinte a teljes 1990-es évtized alatt folyamatosan javításokra kényszerült. 2005 táján az elhagyatottság jelei mutatkoztak rajta, 2006. november 28-án pedig a fővárosi önkormányzat átengedte a Mexikói Autonóm Nemzeti Egyetemnek (UNAM), a külügyminisztérium eddig itt működő kancelláriája pedig a Plaza Juárez térre költözött. Az egyetemnek történő átadásról szóló megállapodást Juan Ramón de la Fuente rektor, Alejandro Encinas főpolgármester és Luis Ernesto Derbez külügyminiszter írta alá, a főpolgármester pedig azt is bejelentette, hogy 60 millió pesót adományoznak az itt kialakítandó tlatelolcói egyetemi kulturális központ fejlesztésére. Az új központ első szakaszátadójára 2007. október 22-én került sor.
Azt már az 1960-as években is tudni lehetett, hogy az épület tervezését nem előzte meg kellő alaposságú geológiai vizsgálat, így a felhőkarcolónak nem készítettek megfelelő alapozást. Nem sokkal az építkezés befejezése után máris nekiálltak, hogy megpróbálják utólag megerősíteni az alapokat, de a probléma olyan mélyen, az altalajban gyökerezett, hogy nem tudták megállítani azt a folyamatot, amelynek során az épület megdőlt, és évről évre centiméterekkel ferdébb lett. 1991-ben 34 darab, 12 méter mély kutat fúrtak: az északi oldalon vizet termeltek ki, amit aztán a déli oldalon visszafecskendeztek a talajba.

## Leírás
A 100 méter magas, 24-szintes, téglatest alakú épület Mexikóváros belvárosában, Cuauhtémoc kerületben található, a Ricardo Flores Magón út északi, a Három Kultúra tere déli oldalán.
A 37 000 m² összalapterületű épületben 5 lift működik, rendelkezik egy nagy aulával és egy konferenciateremmel is. Több kiállításnak is otthont ad, például bemutatják az 1968-as diákmozgalom fényképes emlékeit és dokumentumait, a szomszédos téren végzett ásatások mintegy 400 régészeti leletét és az úgynevezett Blaisten-gyűjteményben művészeti alkotások széles skáláját, egészen az alkirályság korától a 20. század végéig.

## Képek

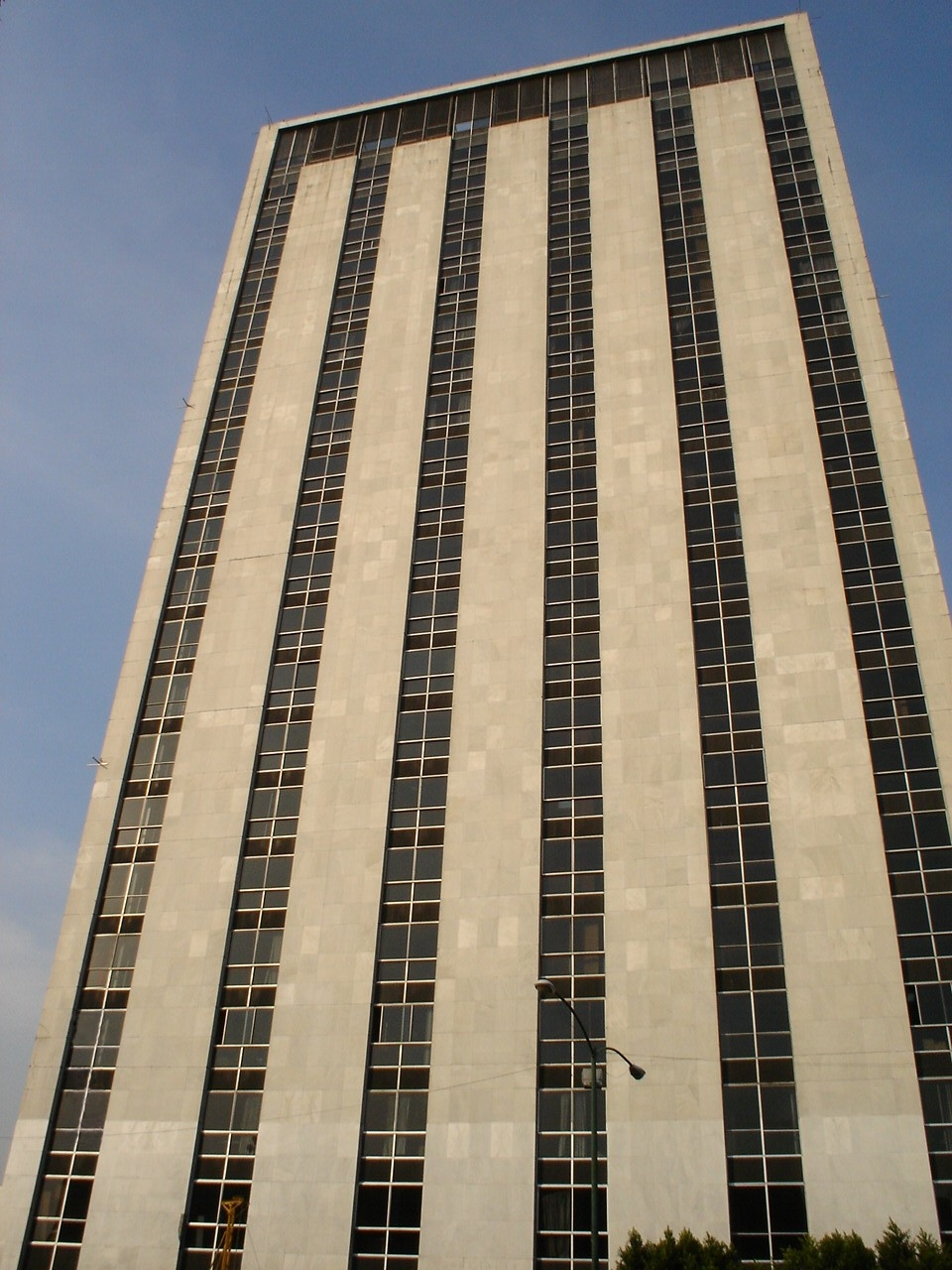
Az épület
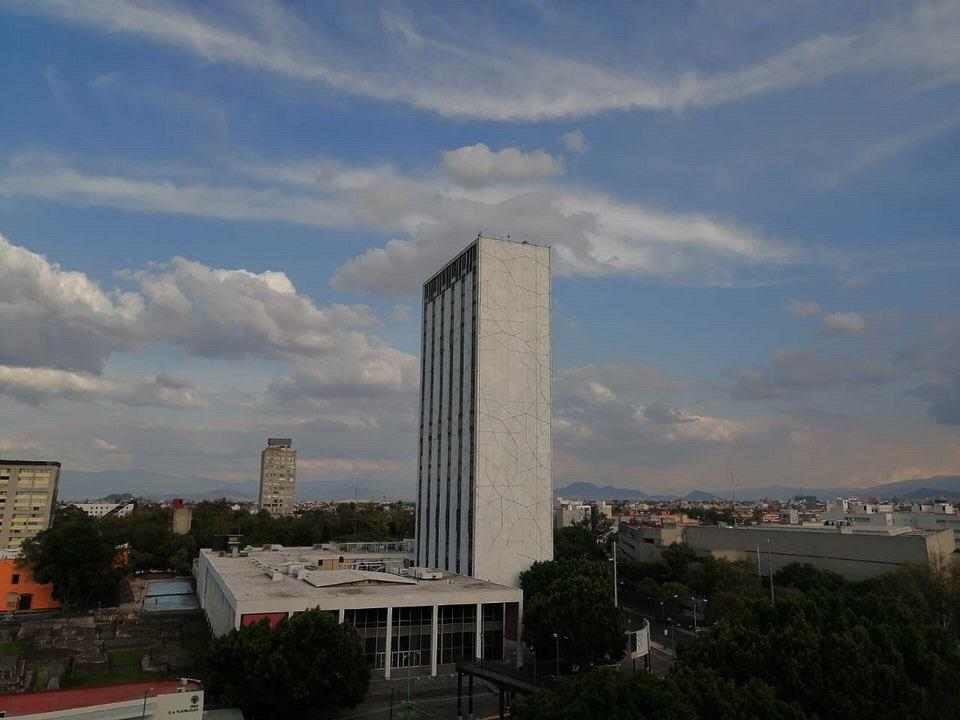
Az épület és környezete
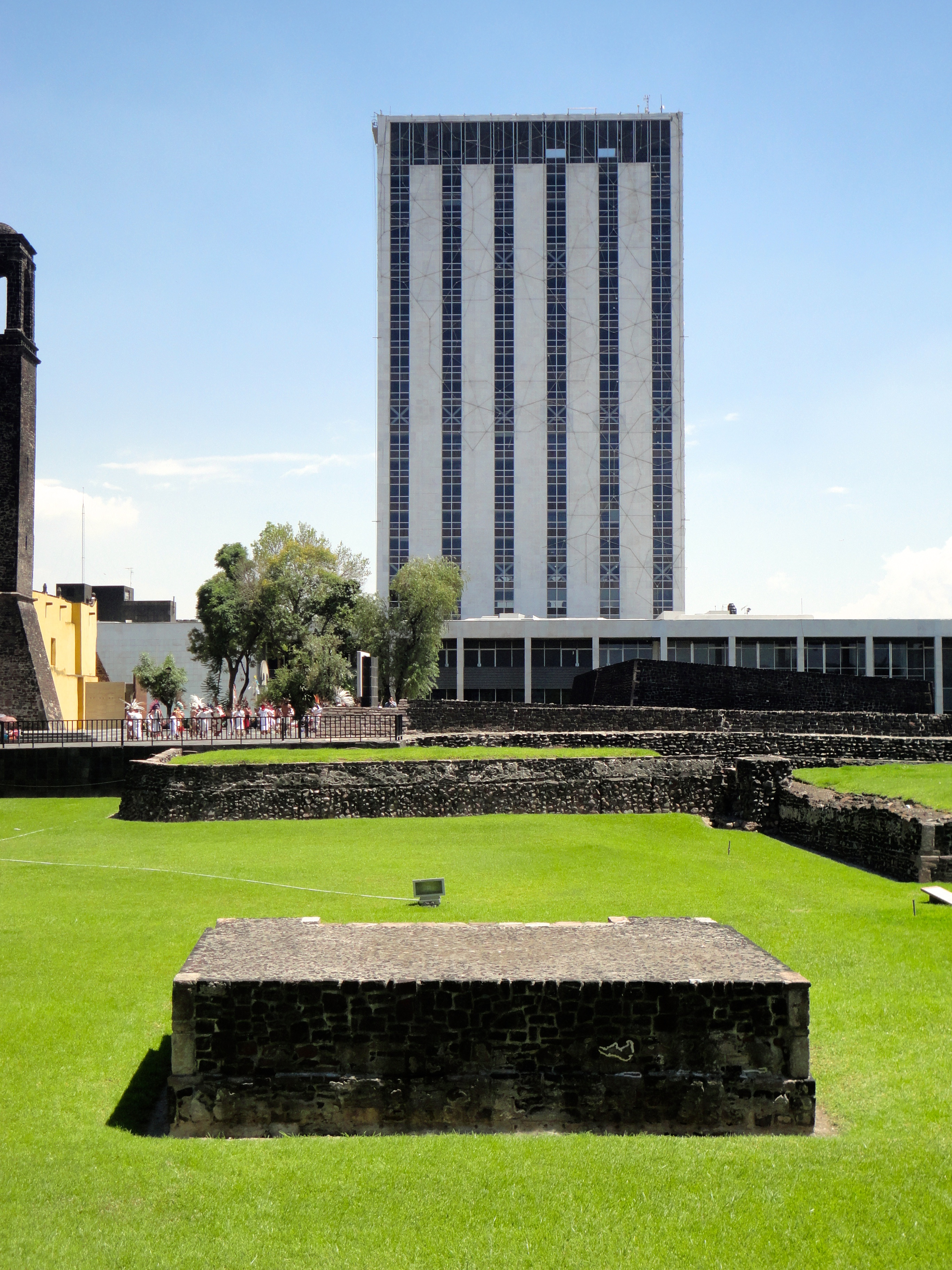
Előtérben a Három Kultúra tere régészeti lelőhelyével
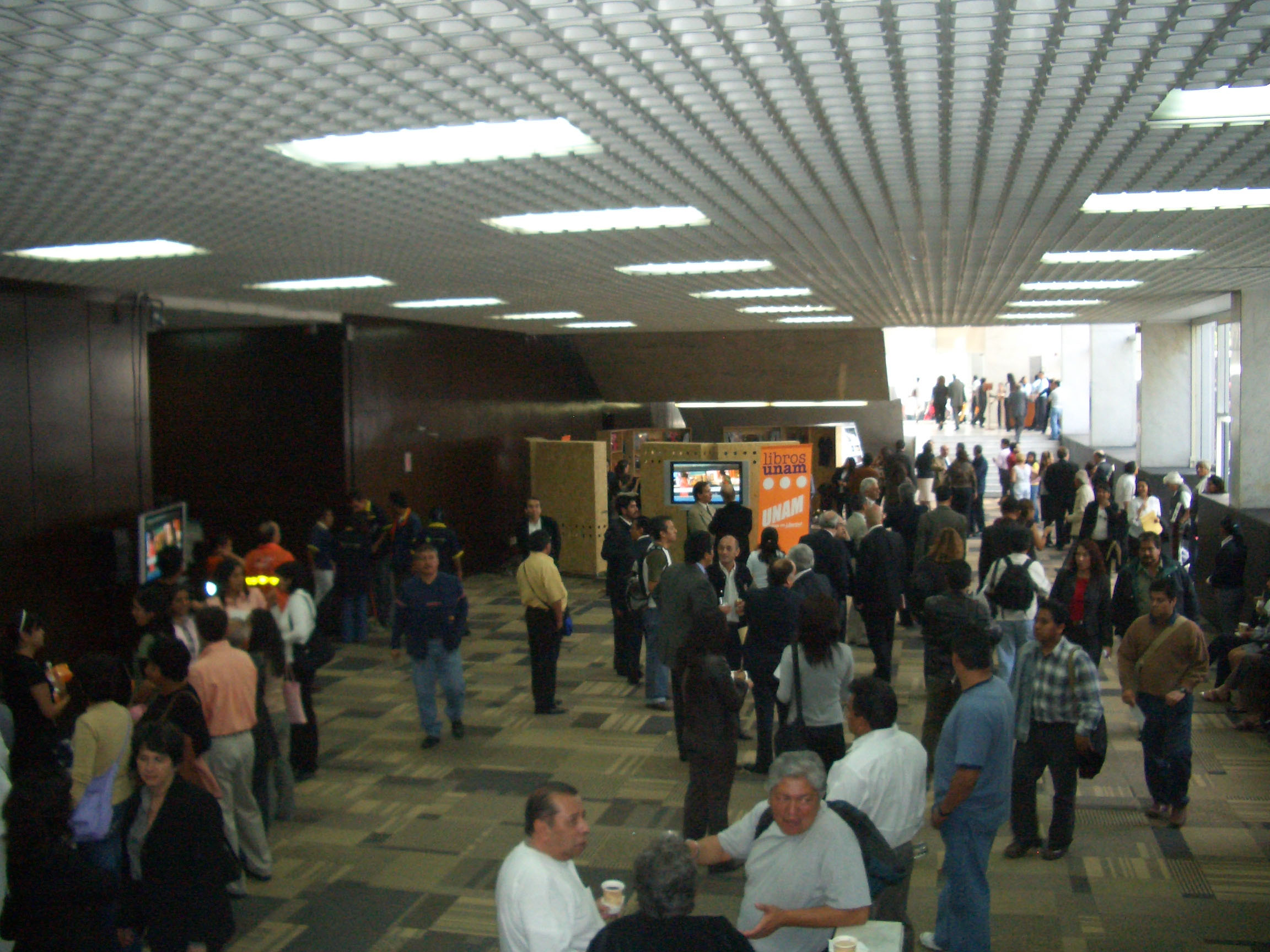
Rendezvény az épületben